# I Walk Alone (песен)
„I Walk Alone“ е пилотният сингъл от албумът на Таря Турунен „My Winter Storm“, който е пуснат на пазара на 19 ноември 2007. Песента е издадена официално на 26 октомври от Юнивърсъл Мюзик.
„I Walk Alone“ е написана от Матиас Линдблом и Андерс Уолбек и е вдъхновена от музикален мотив от „Реквием“ на Моцарт.
Видеоклипът е заснет в Берлин и е режисиран от Йорн Хайтман (който е работил с Турунен и по заснемането на видеоклипа от 2005 към песента „Sleeping Sun“). В клипа участват четири различни персонажи, интерпретирани от самата Таря. Те са: Фениксът, Мъртвото момче, Куклата и Ледената кралица.

## Песни
Сингълът има две различни конфигурации.
| Версия 01                                  |
| ------------------------------------------ |
| 01 – I Walk Alone (single version)         |
| 02 – The Reign (album track)               |
| 03 – I Walk Alone (The Tweaker remix)      |
| 04 – I Walk Alone (video – single version) |

| Версия 02                                            |
| ---------------------------------------------------- |
| 01 – I Walk Alone (artist version)                   |
| 02 – Ciarán's Well (album track)                     |
| 03 – I Walk Alone (the Darkroom mix by Deviousnoise) |
| 04 – I Walk Alone (video – artist version)           |

## Класации
| Финландия | Германия | Австрия | Швейцария | Европа |
| --------- | -------- | ------- | --------- | ------ |
| #6        | #16      | #37     | #49       | #72    |